# Halo (seria)
Halo – seria strzelanek pierwszoosobowych tworzonych początkowo przez Bungie, a później Ensemble Studios i Halo Studios. Wydawcą gier jest Xbox Game Studios.

## Seria Halo

### Główna trylogia
- Halo: Combat Evolved – 15 listopada 2001[1]
- Halo 2 – 8 listopada 2004[2]
- Halo 3 – 25 września 2007[3]

### Trylogia Reclaimer
- Halo 4 – 6 listopada 2012[4]
- Halo 5: Guardians – 27 października 2015[5]
- Halo Infinite – 8 grudnia 2021[6]

### Gry poboczne
- Halo: Reach – 14 września 2010[7]
- Halo Wars – 26 lutego 2009[8]
- Halo 3: ODST – 22 września 2009[9]
- Halo: Spartan Assault – 23 grudnia 2013[10]
- Halo: Spartan Strike – 16 kwietnia 2015[11]
- Halo Wars 2 – 21 lutego 2017[12]

## Książki uniwersum Halo
| Tytuł                                  | Autor            | Data publikacji    |
| -------------------------------------- | ---------------- | ------------------ |
| Halo: Upadek Reach (The Fall of Reach) | Eric Nylund      | 2001 (Polska 2012) |
| Halo: The Flood                        | William C. Dietz | 2003               |
| Halo: First Strike                     | Eric Nylund      | 2003               |
| Halo: Ghosts of Onyx                   | Eric Nylund      | 2006               |
| Halo: Contact Harvest                  | Joseph Staten    | 2007               |
| Halo: The Cole Protocol                | Tobias Buckell   | 2008               |
| Halo: Broken Circle                    | John Shirley     | 2014               |
| Halo: New Blood                        | Matt Forbeck     | 2015               |
| Halo: Hunters in the Dark              | Peter David      | 2015               |
| Halo: Saint’s Testimony                | Frank O’Connor   | 2015               |
| Halo: Last Light                       | Troy Denning     | 2015               |
| Halo: Shadow of Intent                 | Joseph Staten    | 2015               |
| Halo: Smoke and Shadow                 | Kelly Gay        | 2016               |
| Halo: Envoy                            | Tobias Buckell   | 2017               |
| Halo: Retribution                      | Troy Denning     | 2017               |
| Halo: Legacy of Onyx                   | Matt Forbeck     | 2017               |
| Halo: Bad Blood                        | Matt Forbeck     | 2018               |

### The Forerunner Saga
| Tytuł            | Autor     | Data publikacji |
| ---------------- | --------- | --------------- |
| Halo: Cryptum    | Greg Bear | 2011            |
| Halo: Primordium | Greg Bear | 2012            |
| Halo: Silentium  | Greg Bear | 2013            |

### Trylogia Kilo-Five
| Tytuł                  | Autor         | Data publikacji |
| ---------------------- | ------------- | --------------- |
| Halo: Glasslands       | Karen Traviss | 2011            |
| Halo: The Thursday War | Karen Traviss | 2012            |
| Halo: Mortal Dictata   | Karen Traviss | 2014            |

## Filmy i seriale uniwersum Halo
| Oryginalny tytuł          | Polski tytuł             | Reżyseria | Data wydania         | Polska premiera      |
| ------------------------- | ------------------------ | --- | -------------------- | -------------------- |
| Halo Legends              | Halo Legendy             | Frank O’Connor Shinji Aramaki Hideki Futamura Toshiyuki Kan’no Tomoki Kyoda Kôichi Mashimo Yasushi Muraki Daisuke Nishio Mamoru Oshii Koji Sawai Keiichi Sugiyama Takahiro Tanaka Hiroshi Yamazaki | 16 lutego 2010       | 19 lutego 2010       |
| Red vs. Blue              | Red vs. Blue             | - Gavin Free (7) - Monty Oum (10) - Miles Luna (10 – 14) - Joe Nicolosi (14 – 16) - Josh Ornelas (14; 17) - Austin Clark (17) - Burnie Burns - Matt Hullum                                         | 11 kwietnia 2003     | 11 kwietnia 2003     |
| Halo 4: Forward Unto Dawn | Halo 4: Naprzód do świtu | Stewart Hendler | 5 października 2012  | 5 października 2012  |
| Halo: Nightfall           | Halo: Zmrok              | Sergio Mimica-Gezzan | 11 listopada 2014    | 11 listopada 2014    |
| Halo: The Fall of Reach   | Halo: The Fall of Reach  | Ian Kirby | 27 października 2015 | 27 października 2015 |
| Halo                      |                          | Jonathan Liebesman Otto Bathurst Roel Reiné Jessica Lowrey | 24 marca 2022        |                      |